# 郭俊麟
郭俊麟（1992年2月2日—），是一名臺灣職業棒球選手，司職投手，效力於中華職棒統一7-ELEVEn獅。他先前在中華職棒效力於富邦悍將、在日本職棒效力於埼玉西武獅。
就讀臺體大時，郭俊麟即代表中華台北參與國際賽事，尤以2014年亞洲運動會、21U世界盃棒球賽使其獲得海外關注。他獲得埼玉西武獅簽約，並自2015年起在日本職棒出賽。其日職生涯受不穩定的表現及傷勢所困，使其於2019年被釋出。回臺灣後，他參與2020年中華職棒選秀，被富邦悍將於第二輪指名。2023年季後獲台鋼雄鷹於擴編選秀指名，惟尚未出賽即被交易至統一7-ELEVEn獅。
郭俊麟職業時期代表中華台北參與2015年世界棒球12強賽、2017年世界棒球經典賽、2024年世界棒球12強賽。

## 早年
郭俊麟出生於新竹市。就讀新竹市西門國小三年級時加入校內少棒隊，由阮瀚逸啟蒙。他自述童年時不喜歡課業因此投身球隊，參加手球隊不成，方加入棒球隊。畢業後，他隻身移居臺中，就讀西苑高中。他與林羿豪國中小時期為隊友。
郭俊麟小學時為捕手，國中起開始訓練作內野手，2008年以捕手身分參與亞洲青少棒錦標賽代表隊。高一時其投球天分受教練劉榮華發掘後，他逐漸轉任投手。作為投手，他在青棒的表現開始使其獲得廣泛注意。他在2008年第一屆台灣盃首度以投手身分出賽，於2009年玉山盃首次擔任先發。
郭俊麟在2010年玉山盃被定位為王牌投手。整場賽事他共出賽4場、34局，預賽階段兩度完封對手，防禦率0.265，僅於複賽時失1分。他獲得投手獎及玉山明星球員獎之最佳投手。有鑑於其優異的表現，他入選2010年世界青棒錦標賽代表隊。他在對荷蘭的賽事中完投9局，投18次三振、被擊出4支安打、自責分1分，終局獲勝而晉級四強。中華隊最終贏得冠軍，郭俊麟因此獲得新竹市市長許明財表揚。

## 大學時期
郭俊麟2010年進入臺灣體育學院就讀。2010年梅花旗大學棒球錦標賽中，他在對文化大學的賽事中於第8局接替王維中上場，在延長賽時被林祖傑擊出再見安打落敗，使台灣體院未能晉級四強。2011年的賽會，他在冠軍賽中完投9局，投出9次三振、被擊出5支安打，以2：0完封嘉義大學，使台灣體院首度在梅花旗錦標賽中奪冠。
郭俊麟2011年起開始代表中華台北參加國際賽事。年中，他連續參與港口盃、加拿大世界棒球挑戰賽。10月他參加世界盃；預賽第2場對巴拿馬先發3局失7分承擔敗戰，第7場對希臘先發3局無失分。11月，他參加2011MLB全明星臺灣大賽。
他在2012年哈連盃對荷蘭中繼無失分，第4場面對由NCAA大學明星球員組成的美國隊，主投7⅓局失2分、三振9次，終場因中華隊被完封承擔敗投。他原先為2013年世界棒球經典賽資格賽陣容，2012年11月14日開幕前夕，他因手肘發炎退出，名額由外野手高國輝遞補。儘管傷勢復原，他未再被考慮為該屆經典賽陣容。
2013年10月14日，天津東亞運的銅牌戰中，與羅華韋聯手完封中國隊，最終以銅牌作收。
2014年9月23日，仁川亞運的第2戰中先發對決泰國隊，主投4局、2安打、1失分、6次三振。9月28日的金牌戰先發對戰南韓隊，主投4.2局失1分。
11月17日，對上南韓隊、日本隊皆先發奪勝，並獲選為21U世界盃棒球賽的最有價值球員。

## 職業時期

### 埼玉西武獅 (2015–2019年)
2014年10月21日，郭俊麟加盟日本職棒埼玉西武獅，簽約金5,200萬日圓、年薪1,200萬日圓，球衣背號為12號。
2015年3月29日，首度在主場先發登板迎戰歐力士野牛，總計主投5局、失3分，西武最終以5比4險勝歐力士，因此奪下個人在日職的生涯首勝。4月5日，第二度在主場先發，迎戰軟銀鷹的比賽主投8局、0失分，西武終場以4比0勝軟銀，並奪下個人在日職的第2勝。
2015年5月31日，郭俊麟在對阪神虎的比賽中，第五局時因對摩頓第二次投出觸身球，一度引起雙方板凳清空。
2017年球季，郭俊麟未有任何出賽紀錄。季後，他將登錄名拼音改為華語的「Kuo」，並將背號改為「69」。
郭俊麟2019年賽季僅在一軍出賽2場。6月6日面對廣島鯉魚先發6局失2分，投出5次三振、2次保送及1次觸身球，被擊出3支安打，終場贏得勝投。6月13日面對讀賣巨人，先發4局失4分含3責失，終場承擔敗投。賽後，西武總教練辻發彥將落敗歸咎於其失分，郭俊麟因此再度被下放二軍。
2019年10月，郭俊麟遭到埼玉西武獅宣告釋出，同隊的旅日台灣球員廖任磊亦被釋出。

### 富邦悍將 (2020–2023年)
郭俊麟參加2020年中華職棒選秀會，於第二輪獲富邦悍將指名。2021年11月9月，他完成中華職棒一軍初登板，對味全龍先發2⅔局失1分，投出5次三振、1次保送，被擊出3支安打。郭俊麟2021年球季僅出賽2場。
郭俊麟2022年球季原定4月8日初登板先發，因拉傷右腿而延期。經過1個月的休養及復健，他於5月10日對樂天桃猿先發，投6局失2分並承擔敗投。
郭俊麟2023年季後未被富邦悍將列入保護名單。

### 統一7-ELEVEn獅 (2024年至今)
2023年11月28日，郭俊麟在台鋼雄鷹第2次擴編選秀中被挑中。不到1個月後，同年12月27日，他被台鋼雄鷹用以向統一7-ELEVEn獅交易，交換左投江承諺。2024年4月30日，台鋼雄鷹在澄清湖棒球場主場對賽統一獅前，致贈75號球衣給郭俊麟留念。
郭俊麟來到統一獅後，背號承接江承諺留下的16號。
2024年7月10日在對味全龍的比賽中，郭俊麟以99球完投完封，投出5次三振、1次保送，被擊出7支安打，使統一獅終場以9：0獲勝。此為其一軍職棒生涯中首度完投，亦使其成為統一獅繼2016年廖文揚以來達成完投完封的本土投手，以及中職繼2015年鄭凱文以來再度達成瘋狗完封的本土投手。
2025年賽季起，郭俊麟的背號改為在國家隊使用之75號，該號前為教練朱元勤所有。他因於春訓期間及自辦熱身賽大腿拉傷，無法參加季前國際交流賽，並缺席開季的先發投手陣容。他4月18日起在二軍開始進行復健賽。在被設定80球投球限制下，5月14日首度在一軍出賽，對樂天桃猿先發2⅓局失5分，終場承擔敗投。

### 國際賽經歷
郭俊麟入選參與2024年世界棒球12強賽，遞補古林睿煬因傷勢退出留下之空缺。他在預賽中擔任對澳洲先發，出場3⅔局中投出5次三振、1次保送，失1分責失。中華隊終場以11：3勝出，並提前晉級複賽。

## 職棒生涯成績

### 日本職棒
| 年度 | 球隊       | 出賽 | 先發 | 勝投 | 敗投 | 中繼 | 救援 | 完投 | 完封 | 四壞 | 三振 | 責失 | 投球局數 | 自責分率 | 被上壘率 |
| ---- | ---------- | ---- | ---- | ---- | ---- | ---- | ---- | ---- | ---- | ---- | ---- | ---- | -------- | -------- | -------- |
| 2015 | 埼玉西武獅 | 21   | 17   | 3    | 7    | 0    | 0    | 0    | 0    | 37   | 49   | 47   | 79.1     | 5.31     | 1.68     |
| 2016 | 埼玉西武獅 | 12   | 3    | 0    | 3    | 0    | 0    | 0    | 0    | 10   | 20   | 21   | 22.1     | 8.46     | 1.70     |
| 2018 | 埼玉西武獅 | 3    | 3    | 1    | 0    | 0    | 0    | 0    | 0    | 5    | 10   | 11   | 15.2     | 6.32     | 1.40     |
| 2019 | 埼玉西武獅 | 2    | 2    | 1    | 1    | 0    | 0    | 0    | 0    | 6    | 7    | 5    | 10       | 4.50     | 1.30     |
| 合計 | 4年        | 38   | 25   | 5    | 11   | 0    | 0    | 0    | 0    | 58   | 86   | 84   | 127.2    | 5.92     |          |

### 中華職棒
| 年度 | 球隊           | 出賽 | 先發 | 勝投 | 敗投 | 中繼 | 救援 | 完投 | 完封 | 四死 | 三振 | 責失 | 投球局數 | 自責分率 | 被上壘率 |
| ---- | -------------- | ---- | ---- | ---- | ---- | ---- | ---- | ---- | ---- | ---- | ---- | ---- | -------- | -------- | -------- |
| 2021 | 富邦悍將       | 2    | 2    | 0    | 0    | 0    | 0    | 0    | 0    | 2    | 6    | 1    | 6.2      | 1.35     | 0.90     |
| 2022 | 富邦悍將       | 15   | 14   | 3    | 7    | 1    | 0    | 0    | 0    | 27   | 47   | 33   | 72.1     | 4.11     | 1.49     |
| 2023 | 富邦悍將       | 23   | 8    | 2    | 7    | 0    | 0    | 0    | 0    | 28   | 37   | 49   | 69.0     | 6.39     | 1.71     |
| 2024 | 統一7-ELEVEN獅 | 20   | 14   | 3    | 7    | 1    | 0    | 1    | 1    | 25   | 58   | 40   | 76.0     | 4.74     | 1.55     |
| 合計 | 4年            | 60   | 38   | 8    | 21   | 2    | 0    | 1    | 1    | 82   | 148  | 123  | 224.0    | 4.94     | 1.56     |

## 外部連結
- 郭俊麟在美國職棒官網（英语）
- 郭俊麟在日本職棒官網（英语）
- 郭俊麟在中華職棒官網
- 郭俊麟在Baseball-Reference.com（小聯盟以及海外聯盟）（英语）
- 郭俊麟在The Baseball Cube（英语）
- 郭俊麟在Global Sports Archive（英语）
- 郭俊麟在台灣棒球維基館上的頁面（繁體中文）
- 郭俊麟的Facebook專頁
- 郭俊麟的Instagram帳戶
- 郭俊麟的X（前Twitter）